# Naoko Satō
Naoko Satō (jap. 佐藤直子 Satō Naoko; ur. 2 stycznia 1955) – japońska tenisistka, finalistka wielkoszlemowego Australian Open w grze podwójnej, reprezentantka w Pucharze Federacji.
Pod koniec lat 70. Japonka regularnie startowała w turniejach, także wielkoszlemowych. Najlepsze wyniki osiągała w Australian Open, docierając w 1977 (w edycji styczniowej) do ćwierćfinału. Była także w 1/8 finału tego turnieju w edycji grudniowej 1977 (uległa Evonne Goolagong) oraz w 1979. Należy zauważyć, że mistrzostwa Australii, chociaż formalnie nie utraciły statusu wielkoszlemowego, nie cieszyły się w tym okresie największym prestiżem i wielokrotnie brakowało na starcie czołowych zawodniczek.
W 1978 Japonka dotarła do finału Australian Open w deblu. Partnerowała jej reprezentantka gospodarzy Pam Whytcross, a w finale kombinacja japońsko-australijska uległa Betsy Nagelsen i Renácie Tomanovej 5:7, 2:6.
W reprezentacji narodowej w Pucharze Federacji Naoko Satō występowała w latach 1976–1980, zarówno jako singlistka, jak i deblistka. Bilans jej występów pucharowych wynosi 10 zwycięstw i 12 porażek.